# Técnica de regeneración ósea guiada
La regeneración ósea guiada (ROG) es una técnica de estimulación para la formación de hueso nuevo en áreas donde existen deficiencias. Se basa en el uso de barreras o membranas físicas para evitar que las células del epitelio gingival y del tejido conjuntivo invadan las zonas que van a ser regeneradas. De esta forma se favorece que las células osteoprogenitoras puedan proliferar para formar hueso nuevo. En esta técnica, la membrana actúa como un segundo colgajo y proporciona protección adicional a la herida, disminuyendo el choque de las fuerzas que inciden sobre ella y garantizando la diferenciación de las células mesenquimatosas hacia osteoblastos, en lugar de hacia fibroblastos.

## La regeneración ósea guiada
La regeneración ósea guiada es un concepto moderno, que implica el uso de diferentes materiales y métodos, que tienen como objetivo crear hueso sano y suficiente, en los procesos alveolares de los maxilares, para cubrir defectos óseos periodontales o para tener procesos alveolares adecuados, en donde colocar prótesis dentales de manera convencional, o con implantes dentales osteointegrados. Estos últimos son un gran avance en la odontología actual, pero requieren para su colocación una cantidad suficiente de hueso alveolar, de buena calidad, que los cubra y soporte.
La regeneración ósea guiada con injertos óseos autólogos y membrana de teflón o politetrafluoretileno expandido (PTFE-e), esterilizada en gas de óxido de etileno, es recomendable en la regeneración ósea de procesos alveolares deficientes, alrededor de implantes oseointegrados con defectos óseos periféricos, o en casos de fracturas mandibulares complicadas con pseudoartrosis. Esto es así porque los resultados observados son muy positivos, además que conlleva una reducción considerable de los costes del tratamiento.
La regeneración ósea guiada implica colocar una barrera que cubra el defecto óseo, separándolo del tejido gingival (epitelio y tejido conectivo), y evitando su contacto con el hueso durante la cicatrización. Así se permite su regeneración y que el defecto óseo sea rellenado. Los estudios clínicos e histológicos de este procedimiento, han demostrado que las membranas de barrera deben estar perfectamente adaptadas al hueso periférico, es decir, al defecto, formando un sello que impida el ingreso de células de tejido conectivo gingival al espacio formado bajo la membrana, ya que éstas compiten con las células formadoras de hueso. Por ello es imprescindible que la membrana se mantenga estable durante el período de cicatrización.

## Manejo de los tejidos blandos durante la colocación de implantes
Cuando vamos a utilizar implantes de colocación inmediata, una vez realizada la exodoncia, debemos escoger uno de diámetro similar al diente que fue extraído. De este modo se previene una pérdida ósea importante y se consigue una mejor relación con los tejidos gingivales.
Un prerrequisito para lograr resultados estéticos, es que deben de existir como mínimo 2 mm de hueso entre el implante y el diente adyacente, para que sea posible la formación de la papila interdental. Si el grosor de la tabla vestibular es menor a 1 mm, después de la colocación del implante, se debe implantar un injerto óseo. Cuando los implantes se colocan en el área estética, sobre todo en pacientes con una línea de la sonrisa alta, el manejo de los tejidos blandos es de crucial importancia.
En los implantes de colocación inmediata se puede conseguir un aumento espontáneo de la encía. Se consigue reduciendo el diente al extraer a nivel de la encía, éste es cubierto con tejido de granulación. De este modo, una vez realizada la extracción, no existe defecto en el tejido gingival remanente.
Cuando los implantes no son de colocación inmediata a la extracción y existe suficiente espesor óseo, se recomienda un injerto pediculado del diente adyacente que no incluya la papila. La incisión se realiza siempre en distal, lo que provoca, en consecuencia, resultados más estéticos, ya que la cicatriz queda en la región distal. Si se van a utilizar membranas, éstas se colocarán lejos del lugar donde se realiza la sutura. En el injerto pediculado se toma un colgajo pediculado de la porción palatina, que contiene tejido conectivo, y es llevado a la región bucal cuando se necesita mayor espesor del tejido. Esta técnica se combina con un injerto de tejido conectivo sub-epitelial. Este tejido se puede obtener de las tuberosidades o de la región de los premolares.
Existen, de forma general, dos modos de exponer los implantes:
- Los métodos destructivos: son rápidos, simples y se asocian con un menor dolor posoperatorio. Deben limitarse a los casos en que la estética no sea de gran importancia, es decir, a las regiones no visibles, y siempre han de emplearse en lugares donde exista suficiente encía adherida.
- Los métodos traumáticos

## Mecanismos básicos que intervienen en la regeneración

### Osteogénesis
En este proceso, el propio injerto en su estado vital lleva en sí mismo células capaces de establecer centros de crecimiento y formación ósea, y es capaz de formar tejido óseo en ausencia de células mesenquimatosas indiferenciadas. El hueso autólogo es el único material de injerto con capacidad osteogénica; puede ser hueso esponjoso y/o de médula.

### Osteoinducción
Es la capacidad de inducir la transformación del tejido óseo en endocondral, es decir, se estimula a las células mesenquimatosas pluripotenciales para que se diferencien en osteoblastos y no en fibroblastos. Esta propiedad la poseen las proteínas morfogenéticas y el P.R.P. o plasma rico en plaquetas. De esta manera se va a establecer un armazón o andamiaje, que sirve como soporte o guía para favorecer el crecimiento del tejido óseo, ya que a través de esta matriz migrarán las células osteoprogenitoras; es un proceso que se establece de forma simultánea, donde tiene lugar la resorción del injerto y la neo-formación del hueso nuevo.

## Aplicaciones clínicas de la regeneración ósea guiada
La presencia de un injerto óseo debe tratarse atendiendo las características del propio defecto. Cuando exista la posibilidad del colapso de la membrana se utilizará un injerto óseo bajo. Si el defecto es en altura o de tipo vertical, es necesario el uso del autoinjerto cortico-esponjoso aplicando la técnica de incrustación tipo in-lay u on-lay. Si el defecto es horizontal, es decir, afecta al grosor vestíbulo lingual de la cresta, se recurrirá a técnicas de regeneración hística guiada, mediante el uso único de membranas o combinando éste con diversos tipos de injertos. Con este mismo objetivo puede ser utilizada la técnica de expansión de cresta edéntula.
Los materiales de regeneración ósea se utilizan especialmente en los casos en que los defectos que se van a regenerar no son por sí mismos formadores de espacio, de forma que los materiales los crean y mantienen, impidiendo el colapso de la membrana y del colgajo.
El uso combinado de los diferentes recursos es más necesario cuanto mayor sea el tamaño del efecto regenerado. En cualquier caso, todos estos materiales deben de utilizarse en un buen ambiente osteogenético y han de ser colocados sobre un lecho receptor que favorezca la revascularización rápida del material injertado, siempre en una situación de máxima estabilidad.
En función del material utilizado, de la morfología, del tamaño del defecto y de la técnica que finalmente se haya decidido emplear, el resultado que cabe esperar debe ser realista y nunca utópico.

## Mecanismo de acción de los injertos
- Los osteoblastos precursores y los osteoblastos viables son trasplantados con el material injertado y establecen centros de crecimiento óseo.
- Se produce la formación de una estructura de sostén para que penetren en ella los osteoblastos precursores.
- Se lleva a cabo la inducción a la diferenciación de las células del tejido conectivo en células formadoras de hueso por estímulo de agentes indirectos.